# 국제 적십자사·적신월사 연맹

국제 적십자사·적신월사 연맹 엠블럼

국제 적십자사·적신월사 연맹(영어: International Federation of Red Cross and Red Crescent Societies, IFRC)은 국제 적십자 위원회와 전 세계 192개 적십자사·적신월사가 참가하는 국제 인도주의 기구이다.
1919년 미국·영국·프랑스·이탈리아·일본 5개국 대표의 적십자사 연맹이 프랑스 파리에서 설립했다. 국제 적십자·적신월 운동의 일원으로 참여하고 있으며 본부는 스위스 제네바에 있다. 1963년에는 국제 적십자 위원회와 함께 노벨 평화상을 수상했다.

## 같이 보기
- 대한적십자사